# نورثفيلد (فيرمونت)
نورثفيلد (بالإنجليزية: Northfield, Vermont)‏ هي بلدة تقع في مقاطعة واشنطن (فيرمونت) بولاية فيرمونت في الولايات المتحدة. تأسست عام 1781، تبلغ مساحتها 113 (كم²)، وترتفع عن سطح البحر 441 م، بلغ عدد سكانها 6207 نسمة في عام 2010 حسب إحصاء مكتب تعداد الولايات المتحدة .

## أعلام
- فريدريك فورست بيبودي
- هاري بيتس ثاير
- جويل س. س. ونش
- فرانك غايلورد
- ريجنالد إم. كرام

## وصلات خارجية
- www.northfield-vt.gov
- The US50 - Cities and Towns in Vermont State
- Vermont Cities and Towns, Facts, Map, Flag, Colleges, Government, and More